# 西遊佐村
西遊佐村（にしゆざむら）は、かつて山形県飽海郡にあった村。

## 地理
西側は日本海に面する。

## 沿革
- 1889年（明治22年）4月1日 - 町村制施行に伴い飽海郡藤崎村、比子村、菅里村（一部）が合併し、西遊佐村が発足。
- 1954年（昭和29年）8月1日 - 飽海郡遊佐町、稲川村、蕨岡村、高瀬村、吹浦村と合併し、遊佐町を新設して消滅。